# Agrón
Agrón és un municipi situat en la part centre-est de la comarca d'Alhama (província de Granada), a uns 31 km de la capital granadina. Limita amb els municipis de Ventas de Huelma, Escúzar, Alhendín, Jayena, Arenas del Rey i Cacín.
Encara que l'agricultura i ramaderia suposen, amb diferència, la major part de la seva activitat econòmica el poble va ser bressol del fundador de "Plàstics Andalusia de Granada", empresa d'èxit en la província. Després de la Guerra Civil Espanyola, es van produir tràgics successos en aquesta població, a l'unir-se a l'escamot republicà almenys una vintena de joves del poble. Mesos després, tots van ser abatuts després de ser acorralats durant diversos dies, i derrocar-se els masos (cortijos) on s'ocultaven.

## Demografia
Després de la mecanització del món agrícola, Agrón va caure una profunda crisi, decreixent la seva població de manera continuada des de 1960.